# Năm Lúa gạo Quốc tế

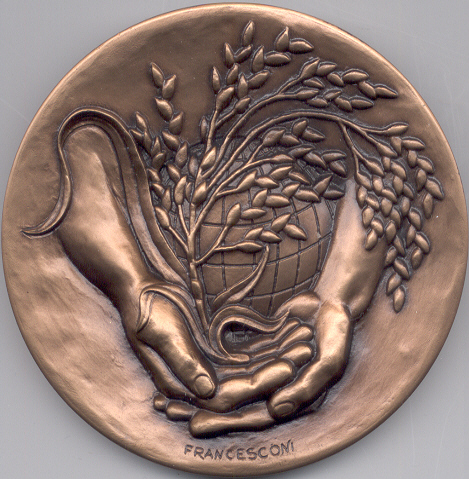
Lịch bằng đồng năm 2004 của FAO (mặt trước).

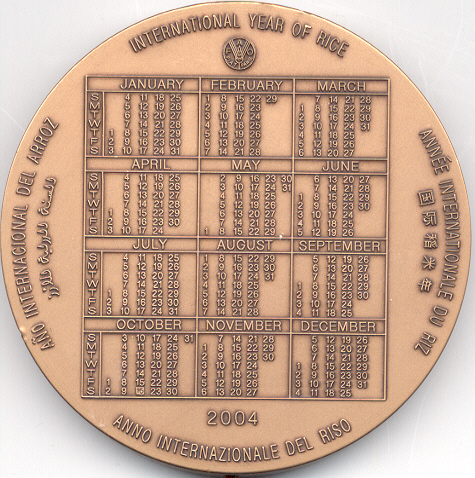
Lịch bằng đồng năm 2004 của FAO (mặt sau).

Năm 2004 được Liên Hợp Quốc tuyên bố là Năm Lúa gạo Quốc tế, coi gạo là lương thực chính của hơn một nửa dân số thế giới, và khẳng định sự cần thiết phải nâng cao nhận thức về vai trò của gạo trong việc xóa đói giảm nghèo và kém dinh dưỡng.
Đây là một trong nhiều chủ đề quốc tế có ngày, tháng và năm cụ thể. Năm 2008 được tuyên bố là Năm Quốc tế về Khoai tây.